# 마렘마

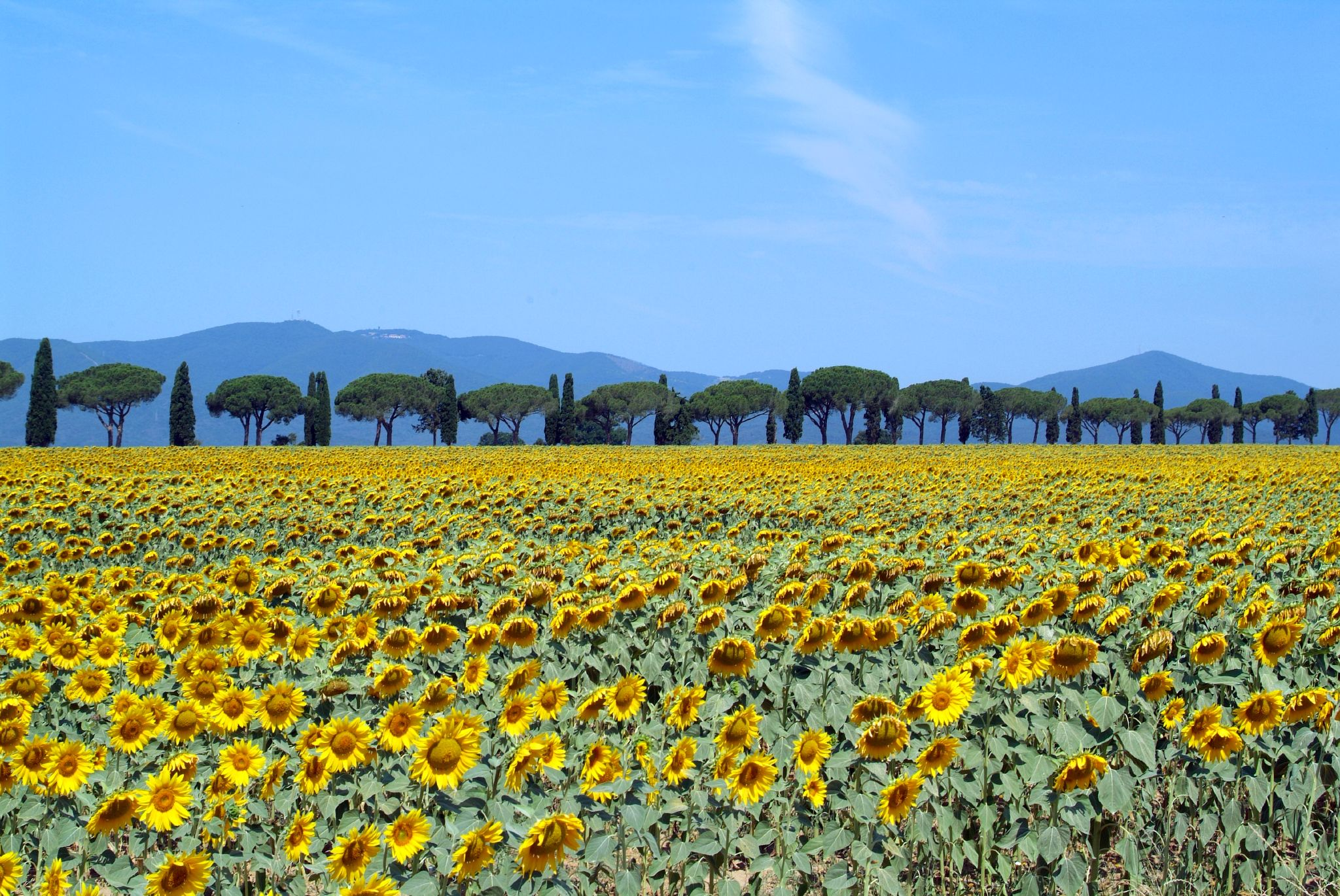
마렘마의 해바라기

마렘마 (Maremma, 라틴어 maritima, "해양 지역"에서 유래)는 이탈리아 중서부의 해안 지방이며, 티레니아해와 마주하고 있다. 이 지역에는 토스카나주 남서부의 다수와 라치오주 북부 일부를 포함한다. 과거에 이곳은 대부분이 말라리아가 자주 창궐하는 늪지대였으나 페르디난도 1세 데 메디치의 명으로 늪지대가 제거되었다.
이곳은 전통적으로, scafarda와 bardella라고 하는 독특한 안장을 얹은 말을 탄 양치기들인 부테로들이 살던 곳이었다.

## 지리
마렘마의 면적은 약 5000 km2이다. 마렘마의 중부는 그로세토도와 대략적으로 일치하며, 북쪽으로 콜리네 메탈리페레와 아미아타산의 능선까지 이르고, 더 넓게는 피옴비노에서 체치나강 하구까지, 남쪽으로는 라치오의 치비타베키아까지 뻗어 있다.

## 가축 육종
마렘마는 몇몇 가축들의 품종을 기원이 되거나 이름을 붙인 곳이다. 이 중에는 과거에 '부테로'와 '카발탄티' 등이 사용했었던 마렘마노와 카발로 로마노 델라 마렘마 라치알레 등 역용마 종류의 두 품종과, 회색빛의 큰 소인 마렘마나, 셰퍼드 품종의 경비견 마렘마노, 작은 돼지 품종인 마키아이롤라 마렘마나 등이 있으며, 이 가축들은 이 넓은 초지에서 방목되어 자유롭게 돌아다닐 수 있었기 때문에 그렇게 이름 붙여졌다.